# Planchonella xylocarpa
Planchonella xylocarpa là một loài thực vật có hoa trong họ Hồng xiêm. Loài này được (C.T.White) Swenson, Bartish & Munzinger mô tả khoa học đầu tiên năm 2007.